# فرانک پرسی کروزیر
فرانک پرسی کروزیر (انگلیسی: Frank Percy Crozier; ۱ ژانویهٔ ۱۸۷۹ – ۳۱ اوت ۱۹۳۷) فرد نظامی اهل نیجریه بود. وی همچنین برندهٔ جوایزی همچون نشان حمام شده‌است.